# Innerschwand am Mondsee
Innerschwand am Mondsee osztrák község Felső-Ausztria Vöcklabrucki járásában. 2018 januárjában 1183 lakosa volt.

## Elhelyezkedése

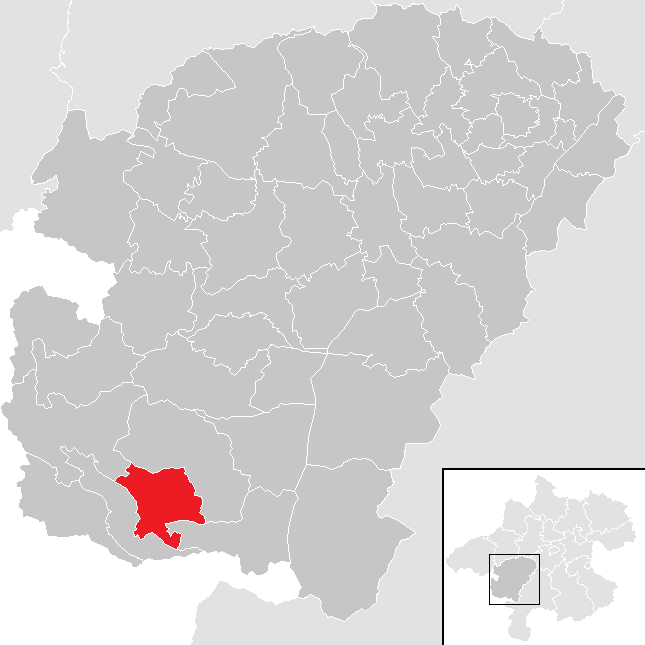
Innerschwand am Mondsee a Vöcklabrucki járásban

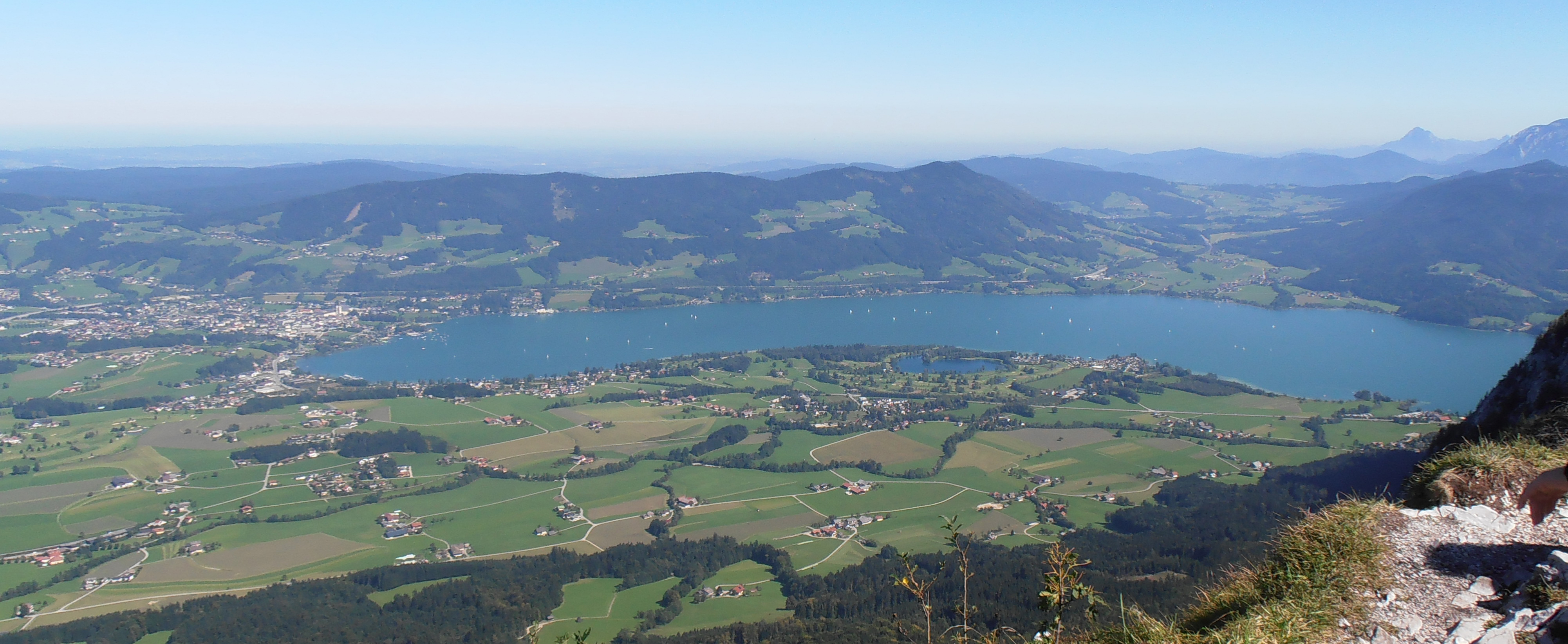
A Mondsee látképe. Innerschwand a túlparton jobbra látható

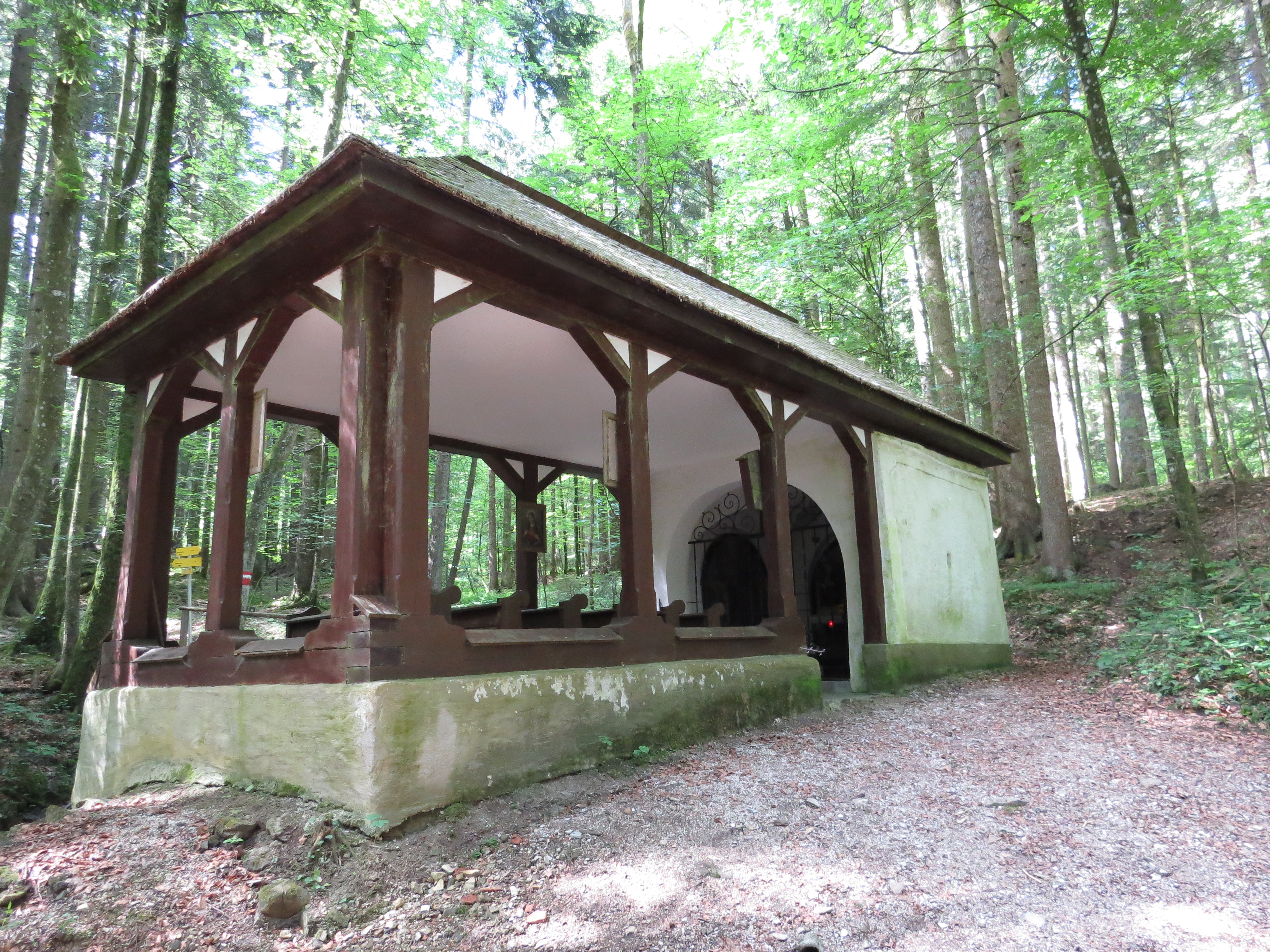
A Konrád-forrás kápolnája

Innerschwand am Mondsee Felső-Ausztria Hausruckviertel régiójában, a Salzkammergut tóvidékén helyezkedik el, a Mondsee keleti partján. Legjelentősebb folyóvize a tóba ömlő Wangauer Ache. Területének 51,3%-a erdő, 38,6% áll mezőgazdasági művelés alatt. Az önkormányzat 2 települést egyesít: Au (198 lakos 2018-ban) és Innerschwand (985 lakos). A község St. Lorenz-cel és Tiefgrabennl közös polgármesteri hivatala Mondseeben található. 
A környező önkormányzatok: északkeletre Oberwang, délkeletre Unterach am Attersee, nyugatra Mondsee, északnyugatra Tiefgraben.

## Története
Innterschwand eredetileg a Bajor Hercegséghez tartozott; a tó környékével együtt 1506-ban került át Ausztriához.
A napóleoni háborúk során több alkalommal megszállták. 
A köztársaság 1918-as megalakulásakor Felső-Ausztria tartományhoz sorolták. Miután Ausztria 1938-ban csatlakozott a Német Birodalomhoz, az Oberdonaui gau része lett; a második világháború után visszakerült Felső-Ausztriához. 
A község 2007-ben vette fel az Innerschwand am Mondsee nevet.

## Lakosság
Az Innerschwand am Mondsee-i önkormányzat területén 2018 januárjában 1183 fő élt. A lakosságszám 1961 óta gyarapodó tendenciát mutat. 2015-ben a helybeliek 92%-a volt osztrák állampolgár; a külföldiek közül 4% a régi (2004 előtti), 1,1% az új EU-tagállamokból érkezett. 0,9% a volt Jugoszlávia (Szlovénia és Horvátország nélkül) vagy Törökország, 2% egyéb országok polgára. 2001-ben a lakosok 89,2%-a római katolikusnak, 2,6% evangélikusnak, 2% mohamedánnak, 3,7% pedig felekezeten kívülinek vallotta magát. Ugyanekkor egy magyar élt a községben. A legnagyobb nemzetiségi csoportot a német (96,8%) mellett a szerbek alkották 1%-kal.

## Látnivalók
- a Názáreti Szt. József-templom
- a Konrád-forrás kápolnája

## Fordítás
- Ez a szócikk részben vagy egészben  az   Innerschwand am Mondsee című német Wikipédia-szócikk ezen változatának fordításán alapul.  Az eredeti cikk szerkesztőit annak laptörténete sorolja fel. Ez a jelzés csupán a megfogalmazás eredetét és a szerzői jogokat jelzi, nem szolgál a cikkben szereplő információk forrásmegjelöléseként.